# Léomar Leiria
Léomar Leiria est un footballeur international brésilien, né le 26 juin 1971 à Marechal Rondon. Il jouait au poste de milieu défensif.

## Palmarès
Avec Atlético Paranaense :
- Championnat du Brésil de football D2 : 1995

Avec Sport Club do Recife :
- Championnat du Pernambouc de football : 1997, 1998, 1999, 2000